# Adam LaVorgna
Adam LaVorgna (New Haven (Connecticut), 1 maart 1981) is een Amerikaans acteur.

## Biografie
LaVorgna behaalde zijn bachelor-graad aan Fairfield University in Fairfield (Connecticut).
Hij maakt zijn filmdebuut in 29th Street (1991). Hierna heeft hij rollen gespeeld verschillende films en televisieseries, zoals Brooklyn Bridge (1991-1993), Monkey Trouble (1994) en 7th Heaven (1999-2002). Voor zijn rol in de televisieserie Brooklyn Bridge kreeg hij in 1993 een Young Artist Award in de categorie Beste Jeugdige Acteur in een Televisieserie.
LaVorgna woont anno 2012 in New York. In zijn vrije tijd is hij veel met sport bezig, voornamelijk hockey met zijn vrienden.

## Filmografie

### Films
Uitgezonderd korte films.
- 2022 Off-Time - als Cliff Raines
- 2019 Finding Julia - als Jason Rodriguez
- 2018 Madhouse Mecca - als Benjamin
- 2016 Get Happy! - als Bobby
- 2015 Stealing Chanel - als Giorgio Bene
- 2015 Masterless - als Kane Madison
- 2007 The Boy Who Cried Bitch: The Adolescent Years – als Steve
- 2006 The House Is Burning – als gast op feest
- 2005 Halley's Comet – als Tim Gable
- 2000 Blast – als Shnetz
- 1999 The Bumblebee Flies Anyway – als Mike
- 1999 Outside Providence – als Tommy the Wire
- 1998 I'll Be Home for Christmas – als Eddie
- 1997 The Beautician and the Beast – als Karl Pochenko
- 1995 Degree of Guilt – als Carlo Paget
- 1994 Milk Money – als Brad
- 1994 Monkey Trouble – als Mark
- 1993 Casualties of Love: The Long Island Lolita Story – als Paulie Buttafuoco
- 1992 Sinatra – als Frankie op tienjarige leeftijd
- 1991 29th Street – als Frankie (8 jaar)

### Televisieseries
Uitgezonderd eenmalige gastrollen.
- 2018 Power - als Carmine - 2 afl.
- 1999-2002 7th Heaven – als Robbie Palmer – 49 afl.
- 1991-1993 Brooklyn Bridge – als Nicholas Scamperelli – 24 afl.

- International Standard Name Identifier: 0000 0001 1133 1479
- Library of Congress Control Number: no2011000480
- Nationale Bibliotheek van Polen: a0000001752610
- Virtual International Authority File: 161800306
- WorldCat: E39PBJckMQjGvQYmRct8KBJYyd